# Жедсон Фернандіш
Жедсон Фернандіш (порт. Gedson Fernandes; нар. 9 січня 1999, Сан-Томе) — португальський футболіст, центральний півзахисник російського клубу «Спартак» (Москва).

## Клубна кар'єра
Народився 9 січня 1999 року у столиці Сан-Томе і Принсіпі. Згодом перебрався до Португалії, де з 10 років почав займатися в академії лісабонської «Бенфіки».
З 2017 року почав актівно залучатися до ігор другої команди «Бенфіки», а наступного, 2018, року дебютував у складі її основної команди. Провів півтора сезони за основу «Бенфіки».
Протягом 2020 року грав на правах оренди за англійський «Тоттенгем Готспур», а на початку 2021 року на аналогічних умовах приєднався до турецького «Галатасарая», де відіграв наступні півроку.
3 лютого 2022 турецький «Бешикташ» підписав перманентний контракт з гравцем. Через те, що ліміт на легіонерів у клубу на той момент вже був вичерпаний, його контракт розпочнеться 1 липня 2022 року. До цього моменту гравець буде знаходитися в оренді в іншому турецькому клубі, «Різерспорі».
31 липня 2025 року Жедсон Фернандіш перейшов до московського «Спартака», з яким підписав чотирирічний контракт.

## Виступи за збірні
2014 року дебютував у складі юнацької збірної Португалії, взяв участь у 17 іграх на юнацькому рівні, відзначившись одним забитим голом.
З 2017 року залучається до складу молодіжної збірної Португалії. На молодіжному рівні зіграв у 3 офіційних матчах.
6 вересня 2018 року 19-річний на той момент футболіст дебютував в офіційних матчах у складі національної збірної Португалії, вийшовши на заміну наприкінці товариської гри проти Хорватії (1:1).
| Дата       | Місто   | Господарі  | Результат | Гості      | Турнір           | Голи | Примітки |
| ---------- | ------- | ---------- | --------- | ---------- | ---------------- | ---- | -------- |
| 6-9-2018   | Лісабон | Португалія | 1 – 1     | Хорватія   | товариський матч | -    | 89'      |
| 14-10-2018 | Лондон  | Шотландія  | 1 – 3     | Португалія | товариський матч | -    | 67'      |
| Усього     |         | Матчів     | 2         |            | Голів            | 0    |          |

## Титули і досягнення
- Чемпіон Португалії (1):

«Бенфіка»: 2018–19
- Володар Суперкубка Португалії (1):

«Бенфіка»: 2019
- Володар Кубка Туреччини (1):

«Бешикташ»: 2023–24
- Володар Суперкубка Туреччини (1):

«Бешикташ»: 2024
Збірні
- Чемпіон Європи (U-17): 2016